# 1900 (日本テレビ)
『1900』（いっきゅー）は、日本テレビ系列で2010年4月12日から2016年3月まで平日19:00 - 19:56に放送されていたバラエティ番組のレーベル・総合キャッチフレーズ。

## 概要
2009年4月6日から2010年3月12日まで同系列で放送されていた平日19時台の情報バラエティ番組『SUPER SURPRISE』の後番組群の総称である。帯番組として番組表にも『SUPER SURPRISE』（または｢SS｣）と表記された前番組とは異なり、｢1900｣はあくまでも番組レーベルであり、番組表には個別の番組名が表記される。
｢1900｣のロゴは各番組のオープニングのアイキャッチ（番組開始から5秒間画面右上に表示）に使用されていた。
当初は平日19時台の1時間枠の総称であったが、2010年10月から2012年3月までは『金曜スーパープライム』放送のため、金曜日のみ2時間枠となっていた（｢金曜ロードショー｣を内包する形で4時間枠になる場合もあった）。『金曜スーパープライム』の終了に伴い2012年4月より19時台のみの1時間枠に戻っている。
2016年3月をもって『1900』枠は終了となるが、同枠で放送されていた5番組についてはいずれも4月以降も継続された。

## 放送時間の変遷
| 期間                   | 放送時間（日本時間）  | 放送時間（日本時間）   | 放送時間（日本時間） |
| 期間                   | 月曜 - 木曜           | 金曜                   |                      |
| ---------------------- | --------------------- | ---------------------- | -------------------- |
| 2010年4月 - 9月        | 19:00 - 19:56（56分） | 19:00 - 19:56（56分）  |                      |
| 2010年10月 - 2012年3月 | 19:00 - 19:56（56分） | 19:00 - 20:54（114分） |                      |
| 2012年4月 - 2016年3月  | 19:00 - 19:56（56分） | 19:00 - 19:56（56分）  |                      |

## 放送番組
下記に挙げている番組は、すべて日本テレビ制作。

### 終了当時
| 曜日   | 番組名                         | MC                                                      | 放送開始日     | 放送時間      | 字幕 | 備考                                                                        |
| ------ | ------------------------------ | ------------------------------------------------------- | -------------- | ------------- | ---- | --------------------------------------------------------------------------- |
| 月曜日 | 有吉ゼミ                       | 有吉弘行 水卜麻美（日本テレビアナウンサー）             | 2013年10月7日  | 19:00 - 19:56 | ○    | 2024年時点で放送中。                                                        |
| 火曜日 | 火曜サプライズ                 | ウエンツ瑛士 山瀬まみ                                   | 2009年4月7日   | 19:00 - 19:56 | ○    | ※単独番組移行後、2021年3月23日で終了。                                      |
| 水曜日 | トリックハンター               | 内村光良（ウッチャンナンチャン）                        | 2014年7月23日  | 19:00 - 19:56 | ○    | ※単独番組移行後、2016年8月17日で終了。                                      |
| 木曜日 | あのニュースで得する人損する人 | 後藤輝基（フットボールアワー） 羽鳥慎一                 | 2013年10月10日 | 19:00 - 19:56 | ○    | 番組終了時点は『得する人損する人』。 ※単独番組移行後、2018年9月13日で終了。 |
| 金曜日 | 沸騰ワード10                   | 設楽統（バナナマン） 郡司恭子（日本テレビアナウンサー） | 2015年10月30日 | 19:00 - 19:56 | ○    | ローカルセールス枠。 ※2019年10月25日から20時台（ネットセールス枠）に移動。  |

### 変遷
※つなぎ番組について、基本的には『1900』枠外だが、一部例外あり。
| 放送期間 | 放送期間 | 月曜日                                 | 火曜日         | 水曜日                                 | 木曜日                                                                               | 金曜日               |
| -------- | -------- | -------------------------------------- | -------------- | -------------------------------------- | ------------------------------------------------------------------------------------ | -------------------- |
| 2010.4   | 2010.6   | 不可思議探偵団                         | 火曜サプライズ | 密室謎解きバラエティー 脱出ゲームDERO! | ミリオンダイス                                                                       | うんちく・しりすぎ   |
| 2010.7   | 2010.9   | 不可思議探偵団                         | 火曜サプライズ | 密室謎解きバラエティー 脱出ゲームDERO! | ミリオンダイス                                                                       | 寿命をのばすワザ百科 |
| 2010.10  | 2011.2   | 不可思議探偵団                         | 火曜サプライズ | 密室謎解きバラエティー 脱出ゲームDERO! | ミリオンダイス                                                                       | 金曜スーパープライム |
| 2011.2   | 2011.3   | 不可思議探偵団                         | 火曜サプライズ | 密室謎解きバラエティー 脱出ゲームDERO! | （つなぎ番組）                                                                       | 金曜スーパープライム |
| 2011.3   | 2011.4   | 不可思議探偵団                         | 火曜サプライズ | （つなぎ番組）                         | （つなぎ番組）                                                                       | 金曜スーパープライム |
| 2011.4   | 2011.6   | 不可思議探偵団                         | 火曜サプライズ | （つなぎ番組）                         | フィールドワークバラエティ なるほど!ハイスクール ↓ ガチ?ガセ?バラエティー なるほどHS | 金曜スーパープライム |
| 2011.7   | 2011.9   | 不可思議探偵団                         | 火曜サプライズ | 宝探しアドベンチャー 謎解きバトルTORE! | フィールドワークバラエティ なるほど!ハイスクール ↓ ガチ?ガセ?バラエティー なるほどHS | 金曜スーパープライム |
| 2011.10  | 2012.3   | 宝探しアドベンチャー 謎解きバトルTORE! | 火曜サプライズ | 1番ソングSHOW                          | フィールドワークバラエティ なるほど!ハイスクール ↓ ガチ?ガセ?バラエティー なるほどHS | 金曜スーパープライム |
| 2012.4   | 2012.9   | 宝探しアドベンチャー 謎解きバトルTORE! | 火曜サプライズ | 1番ソングSHOW                          | みんなのアメカン                                                                     | ガチガセ             |
| 2012.10  | 2013.2   | 宝探しアドベンチャー 謎解きバトルTORE! | 火曜サプライズ | 1番ソングSHOW                          | 快脳!マジかるハテナ                                                                  | ガチガセ             |
| 2013.2   | 2013.3   | 宝探しアドベンチャー 謎解きバトルTORE! | 火曜サプライズ | 1番ソングSHOW                          | 快脳!マジかるハテナ                                                                  | （つなぎ番組）       |
| 2013.3   | 2013.4   | （つなぎ番組）                         | 火曜サプライズ | 1番ソングSHOW                          | 快脳!マジかるハテナ                                                                  | （つなぎ番組）       |
| 2013.4   | 2013.8   | 赤丸!スクープ甲子園                    | 火曜サプライズ | 1番ソングSHOW                          | 快脳!マジかるハテナ                                                                  | 笑神様は突然に…      |
| 2013.8   | 2013.9   | （つなぎ番組）                         | 火曜サプライズ | 1番ソングSHOW                          | （つなぎ番組）                                                                       | 笑神様は突然に…      |
| 2013.10  | 2014.6   | 有吉ゼミ                               | 火曜サプライズ | 1番ソングSHOW                          | あのニュースで 得する人損する人                                                      | 笑神様は突然に…      |
| 2014.7   | 2015.9   | 有吉ゼミ                               | 火曜サプライズ | トリックハンター                       | あのニュースで 得する人損する人                                                      | 笑神様は突然に…      |
| 2015.10  | 2016.3   | 有吉ゼミ                               | 火曜サプライズ | トリックハンター                       | あのニュースで 得する人損する人                                                      | 沸騰ワード10         |

## 備考
- 20:00枠番組への接続は『SUPER SURPRISE』時代を引き継ぎ、開始当初の月曜のみジャンクション・ステブレ入りだが、他の曜日は（｢金曜スーパープライム｣時代の金曜日を除き）ステブレレスで接続、『謎解きバトルTORE!』も水曜時代はステブレレスだったが、月曜時代はジャンクション・ステブレ入りに変更された。だが2013年4月開始の『赤丸!スクープ甲子園』では、ステブレ入りは継続するもジャンクションは廃止、そして10月開始の『有吉ゼミ』からは遂に月曜日もステブレレスに変更、月曜 - 土曜20時番組接続が全てステブレレスになった。なお、その一方で日曜は2020年10月現在も従来のジャンクション・ステブレ入りの方法を続けている。
- 2011年9月までは原則としてテレビ大分・テレビ宮崎を除く日本テレビ系列28局で同時ネット、10月以降は月曜日・水曜日に限り、テレビ大分が同時ネットに加わった。さらに、2014年8月から2015年3月までは月曜日に限り、テレビ宮崎が同時ネットに加わったが、後述のとおり4月から月曜19時・20時台がフジテレビ系同時ネット枠になったため、再び全曜日非ネットとなった。
- なお、本来放送されるはずの番組を休止して放送される代替番組にはレーベル『1900』は基本的に付されないが、一部例外的に付されるものがあった（レギュラー放送終了後の『謎解きバトルTORE! 2時間スペシャル』や『news every.特別版 THE命のヒーローズ』など）。

## ネット局
| 放送対象地域   | 放送局                    | 系列                          | 放送日時                  | 放送日時                     | 遅れ          | 遅れ       | 脚注       |
| 放送対象地域   | 放送局                    | 系列                          | 月曜 - 木曜版             | 金曜版                       | 月曜 - 木曜版 | 金曜版     | 脚注       |
| -------------- | ------------------------- | ----------------------------- | ------------------------- | ---------------------------- | ------------- | ---------- | ---------- |
| 関東広域圏     | 日本テレビ（NTV）         | 日本テレビ系列                | 月曜 - 木曜 19:00 - 19:56 | 金曜 19:00 - 19:56           | 制作局        | 制作局     |            |
| 北海道         | 札幌テレビ（STV）         | 日本テレビ系列                | 月曜 - 木曜 19:00 - 19:56 | 金曜 19:00 - 19:56           | 同時ネット    | 同時ネット |            |
| 青森県         | 青森放送（RAB）           | 日本テレビ系列                | 月曜 - 木曜 19:00 - 19:56 | 金曜 19:00 - 19:56           | 同時ネット    | 同時ネット |            |
| 岩手県         | テレビ岩手（TVI）         | 日本テレビ系列                | 月曜 - 木曜 19:00 - 19:56 | 金曜 19:00 - 19:56           | 同時ネット    | 同時ネット |            |
| 宮城県         | ミヤギテレビ（MMT）       | 日本テレビ系列                | 月曜 - 木曜 19:00 - 19:56 | 金曜 19:00 - 19:56           | 同時ネット    | 同時ネット |            |
| 秋田県         | 秋田放送（ABS）           | 日本テレビ系列                | 月曜 - 木曜 19:00 - 19:56 | 金曜 19:00 - 19:56           | 同時ネット    | 同時ネット |            |
| 山形県         | 山形放送（YBC）           | 日本テレビ系列                | 月曜 - 木曜 19:00 - 19:56 | 金曜 19:00 - 19:56           | 同時ネット    | 同時ネット |            |
| 福島県         | 福島中央テレビ（FCT）     | 日本テレビ系列                | 月曜 - 木曜 19:00 - 19:56 | 金曜 19:00 - 19:56           | 同時ネット    | 同時ネット |            |
| 山梨県         | 山梨放送（YBS）           | 日本テレビ系列                | 月曜 - 木曜 19:00 - 19:56 | 金曜 19:00 - 19:56           | 同時ネット    | 同時ネット |            |
| 長野県         | テレビ信州（TSB）         | 日本テレビ系列                | 月曜 - 木曜 19:00 - 19:56 | 金曜 19:00 - 19:56           | 同時ネット    | 同時ネット |            |
| 新潟県         | テレビ新潟（TeNY）        | 日本テレビ系列                | 月曜 - 木曜 19:00 - 19:56 | 金曜 19:00 - 19:56           | 同時ネット    | 同時ネット |            |
| 静岡県         | 静岡第一テレビ（SDT）     | 日本テレビ系列                | 月曜 - 木曜 19:00 - 19:56 | 金曜 19:00 - 19:56           | 同時ネット    | 同時ネット |            |
| 富山県         | 北日本放送（KNB）         | 日本テレビ系列                | 月曜 - 木曜 19:00 - 19:56 | 金曜 19:00 - 19:56           | 同時ネット    | 同時ネット |            |
| 石川県         | テレビ金沢（KTK）         | 日本テレビ系列                | 月曜 - 木曜 19:00 - 19:56 | 金曜 19:00 - 19:56           | 同時ネット    | 同時ネット |            |
| 福井県         | 福井放送（FBC）           | 日本テレビ系列                | 月曜 - 木曜 19:00 - 19:56 | 金曜 19:00 - 19:56           | 同時ネット    | 同時ネット |            |
| 鳥取県・島根県 | 日本海テレビ（NKT）       | 日本テレビ系列                | 月曜 - 木曜 19:00 - 19:56 | 金曜 19:00 - 19:56           | 同時ネット    | 同時ネット |            |
| 広島県         | 広島テレビ（HTV）         | 日本テレビ系列                | 月曜 - 木曜 19:00 - 19:56 | 金曜 19:00 - 19:56           | 同時ネット    | 同時ネット | [ 注釈 5 ] |
| 山口県         | 山口放送（KRY）           | 日本テレビ系列                | 月曜 - 木曜 19:00 - 19:56 | 金曜 19:00 - 19:56           | 同時ネット    | 同時ネット |            |
| 徳島県         | 四国放送（JRT）           | 日本テレビ系列                | 月曜 - 木曜 19:00 - 19:56 | 金曜 19:00 - 19:56           | 同時ネット    | 同時ネット |            |
| 香川県・岡山県 | 西日本放送（RNC）         | 日本テレビ系列                | 月曜 - 木曜 19:00 - 19:56 | 金曜 19:00 - 19:56           | 同時ネット    | 同時ネット |            |
| 愛媛県         | 南海放送（RNB）           | 日本テレビ系列                | 月曜 - 木曜 19:00 - 19:56 | 金曜 19:00 - 19:56           | 同時ネット    | 同時ネット |            |
| 高知県         | 高知放送（RKC）           | 日本テレビ系列                | 月曜 - 木曜 19:00 - 19:56 | 金曜 19:00 - 19:56           | 同時ネット    | 同時ネット |            |
| 長崎県         | 長崎国際テレビ（NIB）     | 日本テレビ系列                | 月曜 - 木曜 19:00 - 19:56 | 金曜 19:00 - 19:56           | 同時ネット    | 同時ネット |            |
| 熊本県         | くまもと県民テレビ（KKT） | 日本テレビ系列                | 月曜 - 木曜 19:00 - 19:56 | 金曜 19:00 - 19:56           | 同時ネット    | 同時ネット |            |
| 鹿児島県       | 鹿児島読売テレビ（KYT）   | 日本テレビ系列                | 月曜 - 木曜 19:00 - 19:56 | 金曜 19:00 - 19:56           | 同時ネット    | 同時ネット |            |
| 中京広域圏     | 中京テレビ（CTV）         | 日本テレビ系列                | 月曜 - 木曜 19:00 - 19:56 | 金曜 1:57 - 2:59（木曜深夜） | 同時ネット    | 遅れネット | [ 注釈 2 ] |
| 近畿広域圏     | 読売テレビ（ytv）         | 日本テレビ系列                | 月曜 - 木曜 19:00 - 19:56 | 火曜 0:54 - 1:59（月曜深夜） | 同時ネット    | 遅れネット | [ 注釈 2 ] |
| 福岡県         | 福岡放送（FBS）           | 日本テレビ系列                | 月曜 - 木曜 19:00 - 19:56 | 日曜 1:00 - 2:00（土曜深夜） | 同時ネット    | 遅れネット | [ 注釈 2 ] |
| 大分県         | テレビ大分（TOS）         | 日本テレビ系列 フジテレビ系列 | 月曜・水曜 19:00 - 19:56  | 火曜 15:50 - 16:50           | 同時ネット    | 遅れネット | [ 注釈 6 ] |

- 一部の番組は系列外局の琉球放送（TBS系列）ならびに沖縄テレビ（フジテレビ系列）で遅れネットまたは不定期放送が実施されている。
- テレビ宮崎は2015年4月から本枠の終了まで月曜19:00 - 21:00がフジテレビ系の編成になるため、定期的なネット受けはなくなった[注釈 7]。
- 2015年3月までは全曜日ネットワークセールス枠であるが、同年4月から終了までは金曜日に限り、ローカルセールス枠に変更となった[注釈 2]。また、毎週月曜日から木曜日は同時ネットかつ金曜日のみ自社制作番組に差し替える3局に関しては、金曜日のみ他日振替を実施（スペシャル放送時には20時台がネットワークセールス枠の関係で、19:56飛び乗りとはなるも臨時同時ネットとする。なお、編成によっては全編臨時同時フルネットとすることもあるが、19:00からもしくは19:00をまたいで自社制作でのローカルのナイター中継を行う場合には短縮版の他日振り替えを行う）。また、通常時の全曜日同時ネット局であっても、一部ネット局では週によっては自主編成を行う場合があった。その場合金曜日に限っては他日振替とした（当該日がスペシャル放送時の際の対応は通常時の月曜日から木曜日同時ネットかつ金曜日のみ遅れネットとする局に準じた対応となった）。この対応は、2016年4月以降の金曜日も同様に行われている。

## 関連番組
- プラチナイト：すべての日本テレビ系列の放送局にて放送されている深夜番組レーベル。